# Juan Bautista Gill

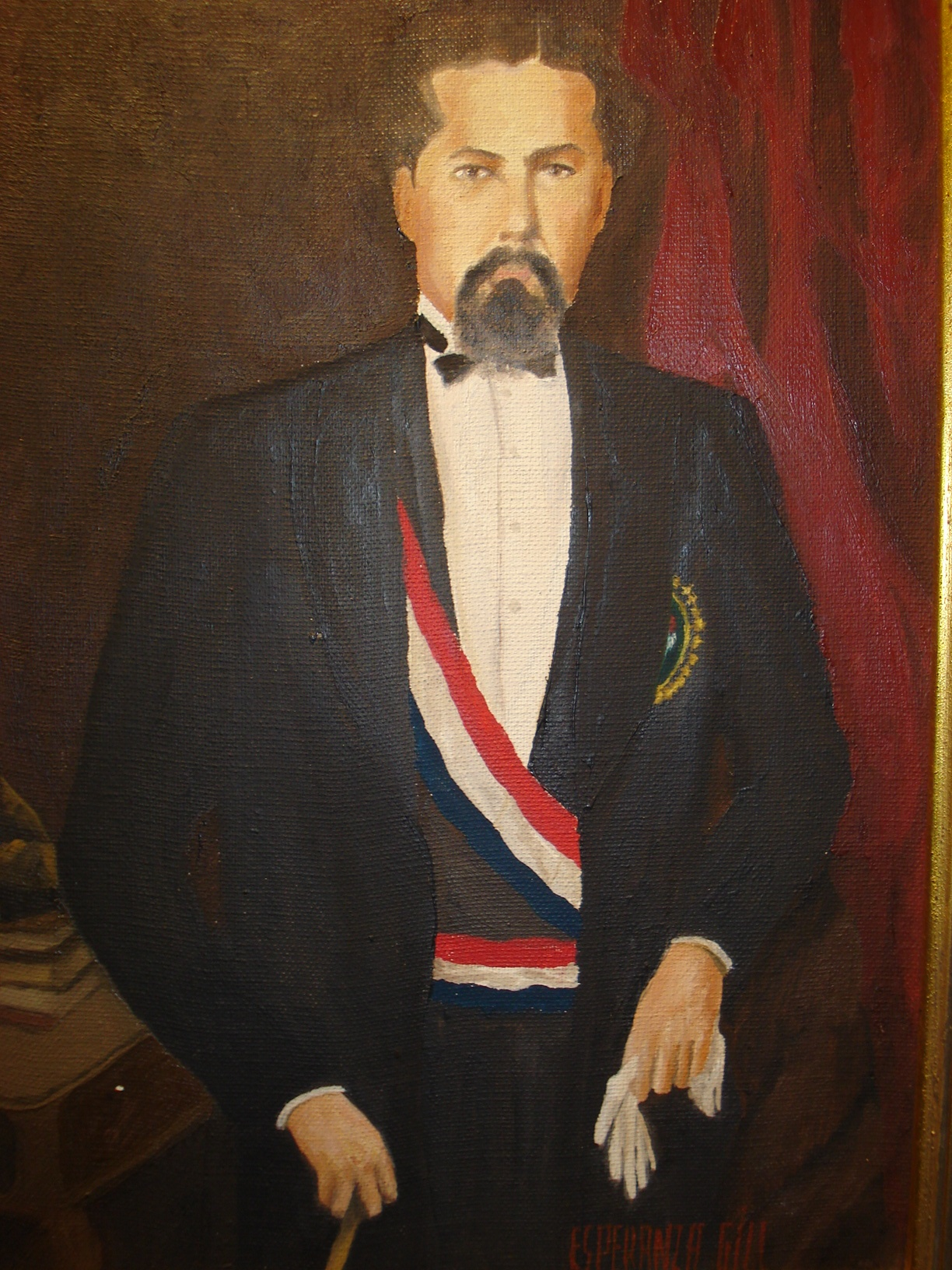
Juan Bautista Gill

Juan Bautista Gill y García del Barrio (* 28. Oktober 1840 in Asunción; † 12. April 1877 ebenda) war ein paraguayischer Politiker, der zwischen 1874 und 1877 Präsident von Paraguay war.

## Leben
Gill wurde 1870 Finanzminister (Ministro de Hacienda) und bekleidete dieses Amt bis 1871. Im Anschluss wurde er 1872 als Präsident des Senats (Cámara de Senadores). Am 25. November 1874 übernahm er nach dem Rücktritt von Salvador Jovellanos das Amt als Präsident von Paraguay. Während seiner Amtszeit gelang ihm 1876 die vertragliche Festlegung des Abzugs der Truppen Argentiniens und des Kaiserreichs Brasilien, die Paraguay seit dem Ende des Tripel-Allianz-Krieges 1870 besetzt hatten. Am 12. April 1877 kam er bei einem Aufstand ums Leben, woraufhin der bisherige Vizepräsident Higinio Uriarte die Nachfolge kraft Amtes antrat. Während Gills Präsidentschaft fungierte der frühere Präsident Facundo Machaín als Außenminister und der spätere Präsident Bernardino Caballero als Minister für Justiz, Religion und öffentlichen Unterricht.

## Weblink
- Eintrag in Biografías y Vidas